# 森丁-达里贝拉
森丁-达里贝拉是葡萄牙布拉干萨区的一个堂区。总面积15.35平方公里，总人口118人，人口密度7.7人/平方公里。